# HMS La Malouine (K46)
«Ла Мало» (англ. HMS La Malouine (K46) — військовий корабель, корвет типу «Флавер» Королівського військово-морського флоту Великої Британії за часів Другої світової війни. Розроблявся на замовлення ВМС Франції під тією ж назвою, після капітуляції Франції корабель був захоплений британцями і введений в експлуатацію Королівського флоту в 1940 році.
Корвет «Ла Мало» був закладений 13 листопада 1939 року на верфі компанії Smith's Dock Company у Мідлсбро. 21 березня 1940 року він був спущений на воду, а 29 липня 1940 року увійшов до складу Королівських ВМС Великої Британії.

## Історія
«Ла Мало» був одним із чотирьох корветів типу «Флавер», замовлених Французькими ВМС. Лише два з них були доставлені: «Ла Мало» і «Ла Бастіез». У червні 1940 року корабель був переданий замовникам, але вже 22 червня 1940 року Франція капітулювала Німеччині. Внаслідок цієї події «Ла Мало» був захоплений Королівським флотом 3 липня 1940 року і згодом, 29 липня 1940 року, переданий Королівському флоту. Протягом решти війни «Ла Мало» виконував завдання під двома прапорами.
7 січня 1941 року корвети «Ла Мало» та «Анемон» потопили італійський ПЧ «Джакрмо Нані»